# Кёнигсбергский цветнохвостый голубь
Кёнигсбергский цветноголовый (нем. Königsberger Farbenkopf) — порода голубей выведена немецкими голубеводами. Кёнигсбергские цветноголовые голуби получили своё название от города Кёнигсберг, выведены в столице Восточной Пруссии - Кёнигсберге. С середины XVIII века были выведены первые Кёнигсбергские цветноголовые.

## Общее впечатление
Цветное оперение у кёнигсбергских цветноголовых бывает черное, красное, желтое и голубое. Напоминает российскую чайку, но имеет интересный окрас, так хвост и головы могут иметь любой окрас.
У голубей этой разновидности прекрасная осанка, гордый вид, высокая посадка на ногах.

## Полет
Большей частью их содержат как декоративных, но при систематической тренировке птицы могут неплохо летать.

## Содержание
При содержании и разведении требуют внимания. Порода короткоклювая, поэтому сложна в выведении и содержании, при разведении нуждаются в кормилках - среднеклювых или длинноклювых голубях, обладающих хорошими способностями выкармливать птенцов.